# Communauté de communes Saint-Méen Montauban
La communauté de communes Saint-Méen Montauban est une communauté de communes française, située dans le département d'Ille-et-Vilaine, région Bretagne.
Elle appartient au Pays de Brocéliande.

## Histoire
Constitué par arrêté préfectoral le 29 mai 2013, elle est créée le 1er janvier 2014, issue de la fusion de la communauté de communes du Pays de Montauban-de-Bretagne avec la communauté de communes du Pays de Saint-Méen-le-Grand et de l'extension aux communes de Saint-Pern et d'Irodouër, provenant de l'ancienne Communauté de communes du Pays de Bécherel.
Lors de sa création, elle est composée de dix-neuf communes.
Après la fusion de La Chapelle-du-Lou et du Lou-du-Lac au 1er janvier 2016 pour former la commune nouvelle de La Chapelle-du-Lou-du-Lac, et de Montauban-de-Bretagne et de Saint-M'Hervon au 1er janvier 2019 pour former la commune nouvelle de Montauban-de-Bretagne, elle est désormais composée de 17 communes.

## Territoire communautaire

### Géographie
Située dans l'ouest  du département d'Ille-et-Vilaine, la communauté de communes de Saint-Méen Montauban regroupe 17 communes et s'étend sur 352,3 km2.

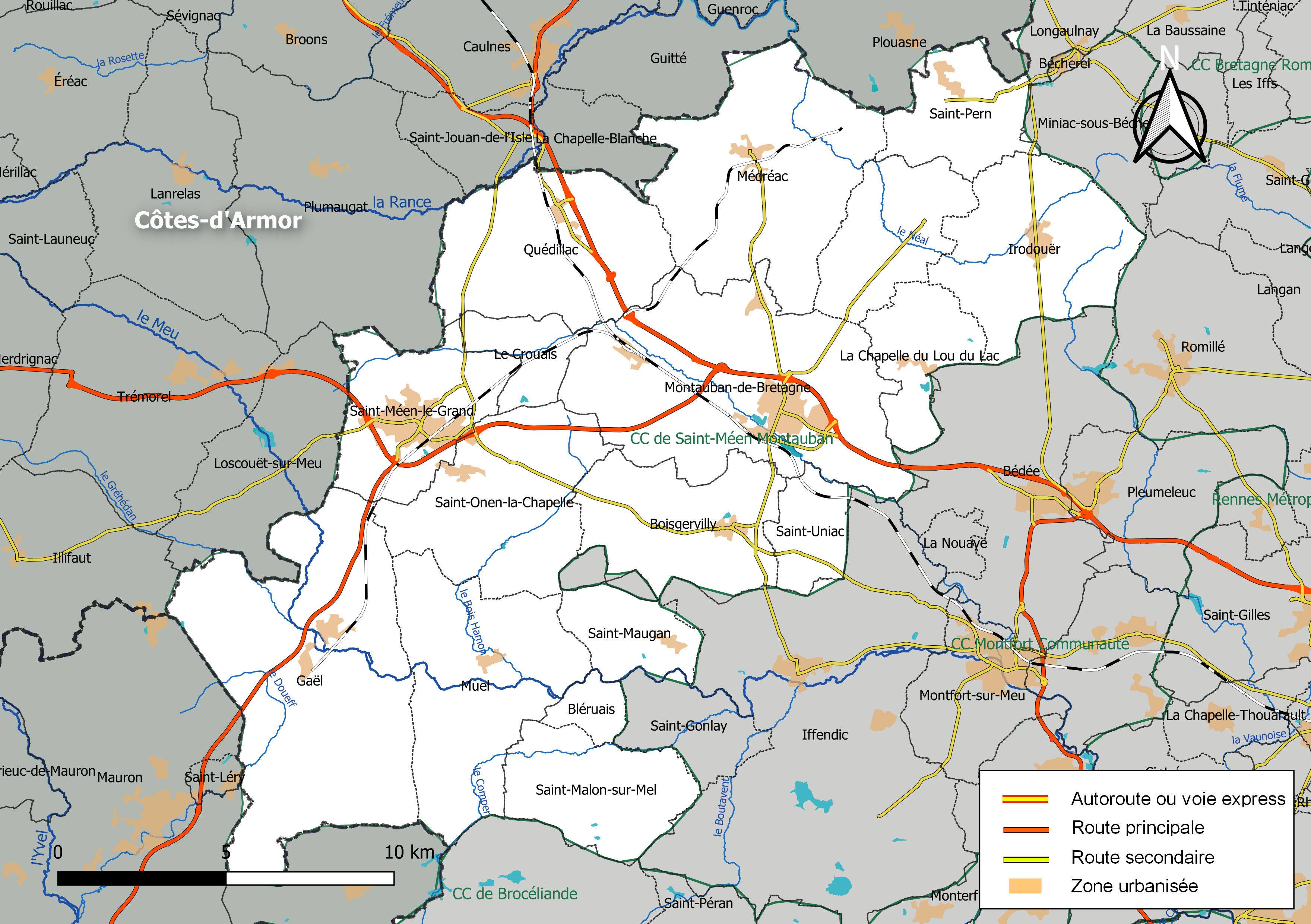
Carte de la communauté de communes de Saint-Méen Montauban au 1er janvier 2019.

### Composition

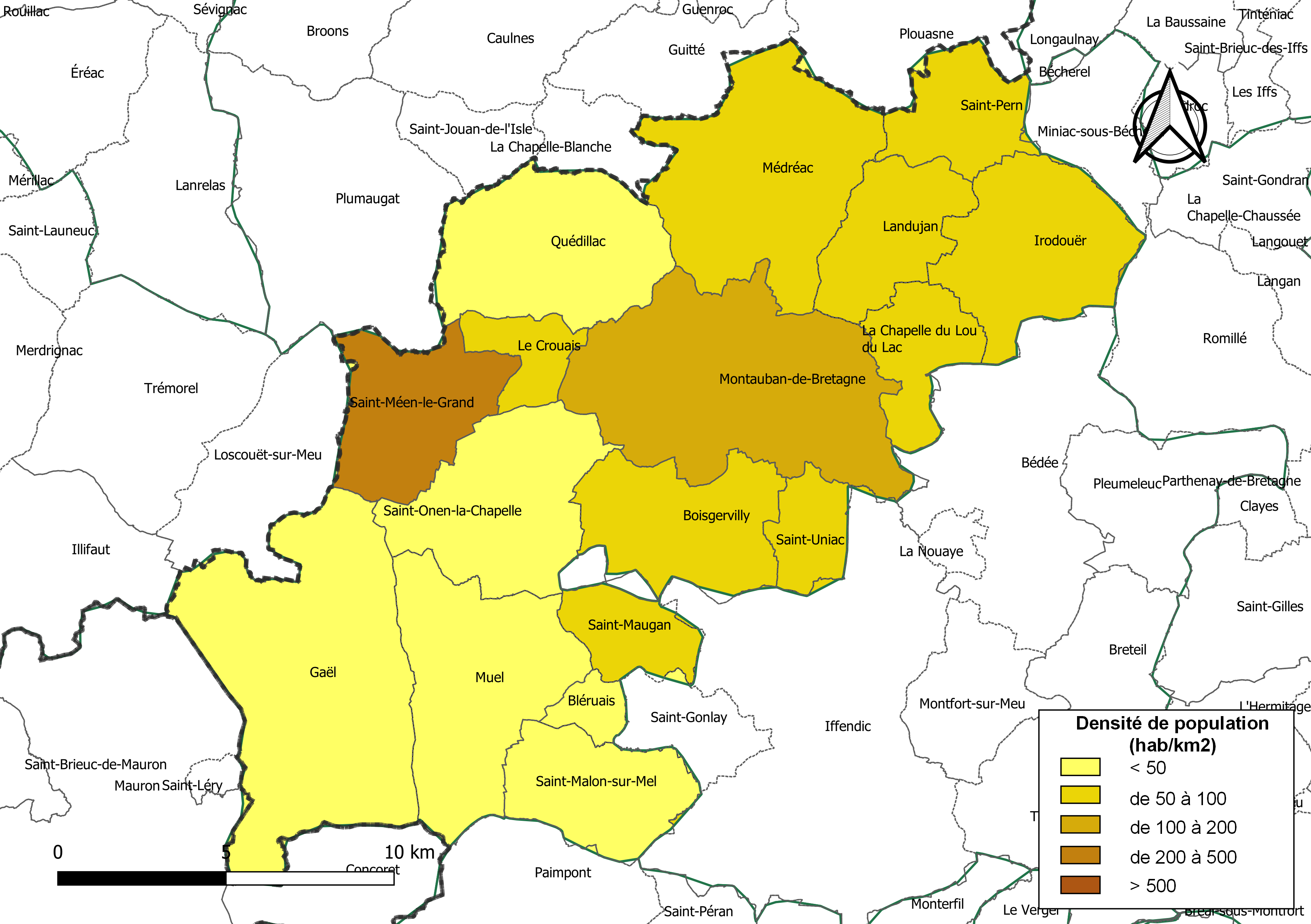
Carte des densités de population (millésimée 2016) des communes de la communauté de communes de Saint-Méen Montauban. Composition en communes au 1er janvier 2019.

La communauté de communes est composée des 17 communes suivantes :

| Nom                           | Code Insee | Gentilé        | Superficie (km2) | Population (dernière pop. légale) | Densité (hab./km2) |
| ----------------------------- | ---------- | -------------- | ---------------- | --------------------------------- | ------------------ |
| Montauban-de-Bretagne (siège) | 35184      |                | 45,42            | 6 574 (2022)                      | 145                |
| Bléruais                      | 35026      | Bléruaisiens   | 3,33             | 98 (2022)                         | 29                 |
| Boisgervilly                  | 35027      | Gervillois     | 19,95            | 1 757 (2022)                      | 88                 |
| La Chapelle du Lou du Lac     | 35060      |                | 10,46            | 1 037 (2022)                      | 99                 |
| Le Crouais                    | 35091      | Crouaisiens    | 6,25             | 591 (2022)                        | 95                 |
| Gaël                          | 35117      | Gaëlites       | 52,1             | 1 617 (2022)                      | 31                 |
| Irodouër                      | 35135      | Irodouëriens   | 23,54            | 2 308 (2022)                      | 98                 |
| Landujan                      | 35143      | Landujannais   | 14,32            | 930 (2022)                        | 65                 |
| Médréac                       | 35171      | Médréaciens    | 35,02            | 1 845 (2022)                      | 53                 |
| Muel                          | 35201      |                | 28,9             | 912 (2022)                        | 32                 |
| Quédillac                     | 35234      | Quédillacais   | 26,54            | 1 272 (2022)                      | 48                 |
| Saint-Malon-sur-Mel           | 35290      | Malonnais      | 16,07            | 613 (2022)                        | 38                 |
| Saint-Maugan                  | 35295      | Malganais      | 8,43             | 518 (2022)                        | 61                 |
| Saint-Méen-le-Grand           | 35297      | Mévennais      | 18,28            | 4 642 (2022)                      | 254                |
| Saint-Onen-la-Chapelle        | 35302      | Onenais        | 24,66            | 1 121 (2022)                      | 45                 |
| Saint-Pern                    | 35307      | Saint-Pernais  | 12,13            | 1 003 (2022)                      | 83                 |
| Saint-Uniac                   | 35320      | Saint-Uniacais | 6,89             | 512 (2022)                        | 74                 |

## Politique et administration
Le siège de la communauté d'agglomération est situé à Montauban-de-Bretagne.

### Conseil communautaire
La communauté de communes est administrée par le conseil de communauté, composé de 41 conseillers, élus pour 6 ans.
Les délégués sont répartis sur le fondement d'un accord local  comme suit :
| Nombre de délégués | Communes |
| ------------------ | --- |
| 8                  | Montauban-de-Bretagne                                                                                                 |
| 7                  | Saint-Méen-le-Grand                                                                                                   |
| 3                  | Irodouër |
| 2                  | Médréac, Gaël, Boisgervilly, Quédillac, Saint-Onen-la-Chapelle, Saint-Pern, La Chapelle du Lou du Lac, Landujan, Muel |
| 1                  | Les autres communes                                                                                                   |

### Présidence
| Période                                  | Période      | Identité          | Étiquette | Qualité                                    |
| ---------------------------------------- | ------------ | ----------------- | --------- | ------------------------------------------ |
| avril 2014                               | juillet 2020 | Bernard Piedvache | DVG       | Maire de Boisgervilly (depuis 2001)        |
| juillet 2020                             | En cours     | Philippe Chevrel  | SE        | 2e adjoint au maire de Saint-Méen-le-Grand |
| Les données manquantes sont à compléter. |              |                   |           |                                            |

## Compétences
Compétences obligatoires
- Aménagement de l’espace
- Actions de développement économique
  - création aménagement entretien et gestion des zones d’activité industrielle, commerciale, tertiaire, artisanale, touristique, portuaire ou aéroportuaire
  - politique locale du commerce et soutien aux activités commerciales d’intérêt communautaire
  - promotion du tourisme, dont la création d’offices de tourisme
- Aménagement, entretien et gestion des aires d’accueil des gens du voyage et des terrains familiaux locatifs
- Collecte et traitement des déchets des ménages et déchets assimilés
- Gestion des milieux aquatiques et prévention des inondations (GEMAPI)

Compétences optionnelles
- Protection et mise en valeur de l'environnement et soutien aux actions de maîtrise de la demande d'énergie
- Politique du logement et du cadre de vie
- Création, aménagement et entretien de la voirie
- Construction, entretien et fonctionnement d'équipements culturels et sportifs d’intérêt communautaire
- Action sociale d'intérêt communautaire
- Eau
- Création et gestion de l'Espace France Service et définition des obligations de service public afférentes

Compétences facultatives
- Développement numérique
- Développement économique et emploi
- Tourisme
  - Aménagement, gestion et entretien de la gare vélo rail de Médréac
  - Coordination et mise en œuvre des chemins de randonnées
- Culture
  - Actions culturelles :
  - Lecture publique
  - Maison de l'Europe
- Transport, Transport à la demande et développement des transports alternatifs
- Sport
- Coopération décentralisée
- Fourrière animale
- Environnement